# Laura Bates
Pour les articles homonymes, voir Bates.
Laura Bates BEM FRSL (née le 27 août 1986) est une écrivaine féministe britannique. Elle fonde le site internet Everyday Sexism Project (en) en avril 2012. Son premier livre, Everyday Sexism, est publié en 2014.

## Enfance et éducation
Bates est née à Oxford d'une mère enseignante de français et d'un père médecin, et grandit à Hackney et Taunton. Elle a une sœur aînée et un frère cadet. Ses parents divorcent alors qu'elle est âgée d'une vingtaine d'années. Elle étudie la Littérature anglaise au St John's College de Cambridge et est diplômée de l'Université de Cambridge en 2007. Bates reste à Cambridge pendant deux ans et demi en tant que chercheuse pour la psychologue Susan Quilliam (en) qui travaille alors sur une version mise à jour de son ouvrage The Joy of Sex.

## Everyday Sexism project
Bates travaille ensuite en tant que comédienne et nounou, une période durant laquelle elle dit avoir vécu le sexisme lors d'auditions et avoir découvert que les petites filles dont elle s'occupait étaient déjà obnubilées par leur image,. Le site d'Everyday Sexism project est fondé en 2012. Bates raconte dans une interview au Financial Times avec la journaliste Lucy Kellaway en 2014, qu'un jour « un gars dans une voiture a ralenti et m'a lancé : « Vous marchez ici, chaque mercredi et jeudi vers 12h, n'est-ce pas? » ». Bates se rappelle s'être demandé ensuite : « Est-ce ma faute? ». Sur le site, elle y compile les histoires de harcèlement de rue et de sexisme ordinaire que lui envoie des femmes, pour sensibiliser à la systématisation de ce problème. Lors des débuts du projet, elle est la cible de harcèlement après avoir demandé à Lady Gaga via Twitter de relayer son projet.
Bates dit à Hannah Betts, lors d'une interview pour The Daily Telegraph, en avril 2014 : « Tous les féminismes signifient pour moi que tout le monde doit être traité de façon égale, quel que soit son sexe. Nous devons arrêter de juger les femmes sur leur apparence et en déduire des choses sur elles. ». « Un homme peut être un père, un médecin, un politicien, un avocat, sans que son sexe soit un problème ou ne soit commenté », Bates raconte à Anna Klassen sur le site de The Daily Beast. « L'une des plus belles surprises est les réponses pleines de compassion de la part des hommes », écrit-elle dans The Guardian. « Ce n'est pas une guerre entre les hommes et les femmes, mais des gens contre les préjugés ».
Autour du troisième anniversaire du site, en avril 2015, le site atteint les 100 000 visites. Elle fait face à des abus en ligne. « Les gens parlent des tueurs en série qu'ils admirent et qu'ils aimeraient imiter », dit-elle à Lucy Kellaway, « et sur les différentes armes qu'ils fantasme d'utiliser sur vous et dans quel ordre. C'est assez tordu ».
Contributrice pour d'autres publications telles The Guardian, le premier livre de Bates Everyday Sexism est publié par la filiale londonienne de Simon & Schuster en 2014. Elle signe un contrat de deux livres pour Simon & Schuster. Elle est aussi une contributrice au projet new-yorkais, Women Under Siege Project (en).

## Prix et distinctions
Bates reçoit la Médaille de l'Empire Britannique (BEM) en 2015 pour les services rendus à l'égalité des sexes. Elle reçoit aussi le Prix de la Nouvelle Féministe Ultime du Cosmopolitan en 2013.
En juin 2018, Bates est élue membre de Société Royale de Littérature lors de l'initiative « 40 under 40 ».

## Vie personnelle
Bates épouse Nick Taylor en 2014.

## Publications
- Everyday Sexism, Simon & Schuster, 2014  (ISBN 1471131572)
- Girl Up, Simon & Schuster, 2016  (ISBN 9781471149504)
- Misogynation : The True Scale of Sexism, Simon & Schuster, 2018 (ISBN 978-1-4711-7414-8)
- Men Who Hate Women : From incels to pickup artists, the truth about extreme misogyny and how it affects us all, London, Simon & Schuster, 2020